# 리사 마스터스
리사 마스터스(Lisa Lynn Masters, 1964년 3월 20일 ~ 2016년 11월 15일)는 미국의 배우, 모델, 텔레비전 배우, 영화배우이다.
오마하에서 태어났으며 리마에서 사망하였다.

## 영화
- 사랑은 너무 복잡해 (2009년)
- 스텝포드 와이프 (2004년)
- 비상 계엄 (1998년)